# 科伦蒂斯
科伦蒂斯是巴西伯南布哥州的一个市镇。总面积285.29平方公里，总人口16222人，人口密度56.9人/平方公里。